# مايك كوفي
مايك كوفي (بالإنجليزية: Mike Coffey)‏ هو لاعب كرة قدم بريطاني في مركز الوسط، ولد في 29 أغسطس 1958 في ليفربول في المملكة المتحدة. لعب مع نادي إيفرتون.